# Vurverivier
Vurverivier (Zweeds: Vurvejåkka; Samisch: Hurvejohka) is een rivier annex beek, die stroomt in de Zweedse  gemeente Kiruna. De rivier verzorgt de afwatering van het Vurvemeer, dat in het Scandinavisch Hoogland ligt. De rivier stroomt naar het noordwesten en is circa vijf kilometer lang. Aan de rivier ligt een overlevingshut ongeveer op de coördinaten 68° 51' 16" NB / 20° 43' 5" OL op de kruising tussen wandel- en sneeuwscooterroute.
Afwatering: Vurverivier → Rauskasrivier →  Könkämärivier →  Muonio → Torne → Botnische Golf